# Holdich

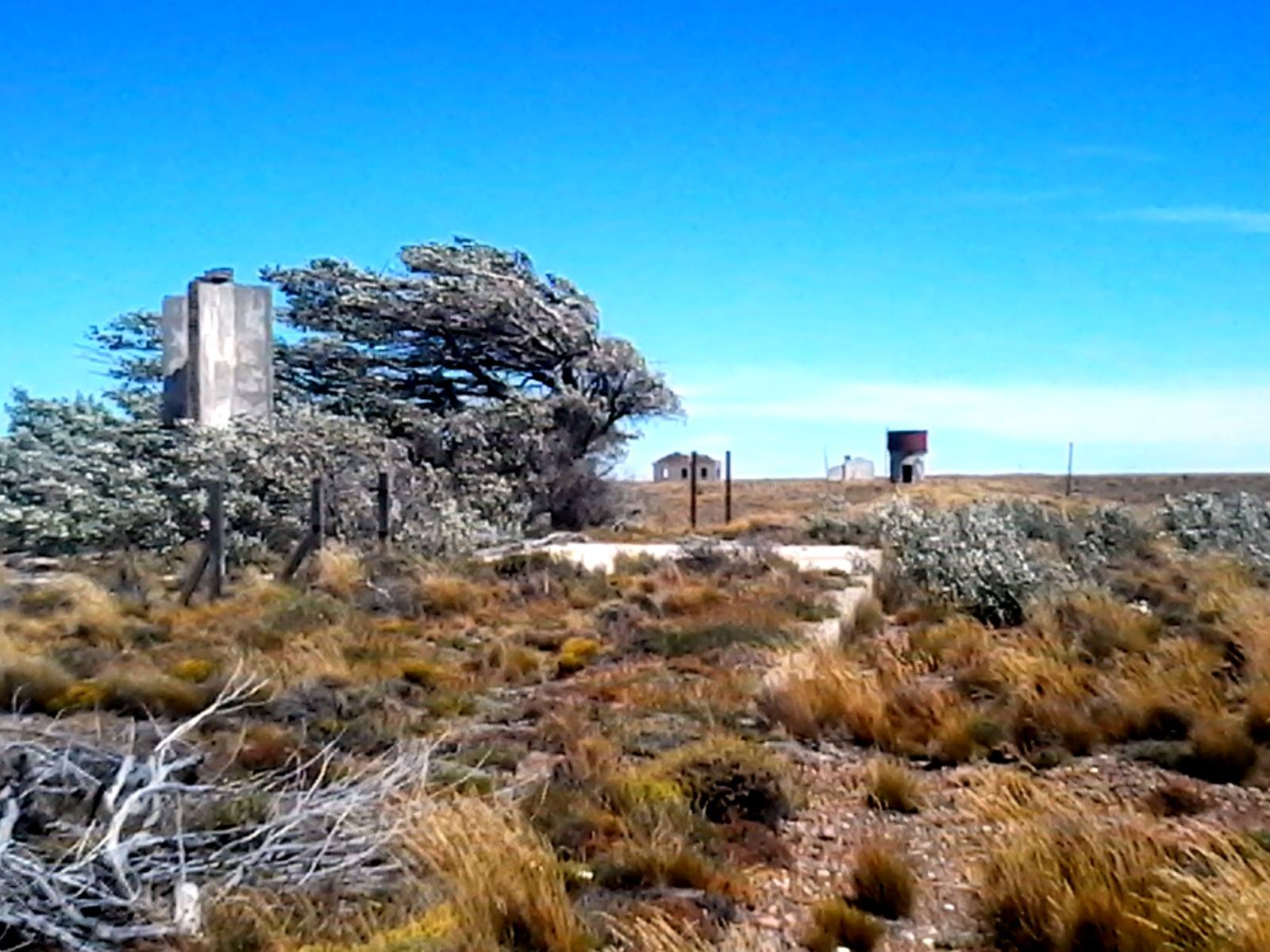
Vista de las ruinas de la estación con los árboles plantados por los ferroviarios aun vivos. Se observa a lo lejos en ruinas los edificios de la caseta de peones, el tanque y la oficina de correos.

Holdich era una localidad argentina del departamento Escalante, Provincia del Chubut. Se sitúa sobre la Ruta Provincial 37, a pocos km del límite con la Provincia de Santa Cruz. Sobre el poblado se encontraba la estación homónima del Ferrocarril de Comodoro Rivadavia. Por estar ubicada sobre una ruta su acceso es fácil, por lo que su vandalización y desguace por particulares chatarreros fue muy rápida y sencilla. Unos kilómetros siguiendo la ruta rumbo a Santa Cruz se halla abandonado el puesto policial Holdich que integraba también esta localidad y vigilaba el límite provincial.

## Toponimia
El nombre de la localidad alude a Sir Thomas Holdich, delegado del rey de Gran Bretaña, Eduardo VII, para la demarcación de límites entre Chile y Argentina, en especial en el año 1902 durante el disputa de límites entre Argentina y Chile (1896-1902). A pesar de llevar varios años sin habitantes el nombre Holdich aún perdura en la zona; explicado, en parte, gracias a la antigua comisaría que cerró en años recientes.

## Historia

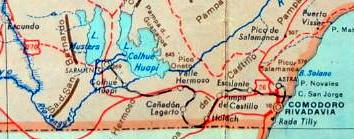
Holdich entre las localidades más importantes del ferrocarril en 1962.

Nacida junto al ferrocarril para 1910 era la estación más próxima a Santa Cruz. Su nacimiento fue el resultado de la desviación del proyecto original que uniría Sarmiento con Comodoro en línea recta. Esta modificación se debió a la intervención de los poderosos capitales privados de la estancia La Nueva Oriental que intervinieron política y monetariamente para formar la curva hacia el sur que permitió que el ferrocarril llevara su elevada producción lanera y ovina. Esta acción además posibilitó fundar una gama de estaciones y pueblos impensados, entre los que nació Holdich. Sin embargo, la consecuencia de esta intervención fue la demora extra para completar el recorrido, las complicaciones de la geografía de la zona y superposición de localidades y estaciones.
Años más tarde ante el estancó del proyecto original de llevarlo a la cordillera a este ferrocarril en 1927, el diputado Guillermo Fonrouge, planteó la unión de esta estación con la estación Las Heras, la cual pertenecía al ferrocarril Patagónico. El proyecto pretendía pasar por los campos petroleros de Cañadón Seco y Caleta Olivia. A pesar de la corta distancia entre ambas no prosperó la iniciativa.
El poblado tuvo un relativo importante crecimiento hasta mediados de siglo, estando la economía del poblado centrada en el paso de viajeros, las estancias vecinas y del ferrocarril. En su mayor apogeo el pueblo albergó la estación de chapa y madera del ferrocarril, el tanque de agua para surtir a las locomotoras, una vivienda de material para las cuadrillas de peones del ferrocarril, una subcomisaría de policía, dos hoteles-boliches de grandes dimensiones, varios galpones y un imponente edificio de correo erigido por la poderosa estancia La Nueva Oriental, propiedad del imperio patagónico Menéndez-Behety, fundadores de la actual cadena de supermercados La Anónima. El importante tamaño del edificio de correos se explica por la gran cantidad de población rural que habitaba en la zona y que hoy es poco significativa. En este periodo Holdich era paso de más de 100 arreos de ganado por año y cada arreo tenía 5.000 a 10.000 animales por vez. El gran movimiento de carreros y arreadores hizo florecer la economía del lugar que se volvió paso obligatorio para estos viajantes que se abastecían en sus boliches.
En 1932 el poblado entró en decadencia de modo acentuado y la construcción del edificio escolar no registró inscripciones. De este modo, esta escuela fue construida en Diadema Argentina. El pueblo era el paso obligatorio de viajeros por la ruta de tierra que unía el sur de Chubut con el norte de Santa Cruz.
A partir de la segunda mitad del siglo XX el poblado decayó rápidamente, en gran parte por el declive del ferrocarril frente al transporte automotor, incorrectamente superpuestos por falta de planeamiento nacional. Aún para 1951 su población era contada entre las pocas localidades que la línea Comodoro Rivadavia a Colonia Sarmiento recorría.Esto se terminó confirmado en el informe del Ferrocarril Patagónico efectuado en 1957. El mismo enumera las localidades significativas de todo el Ferrocarril de Comodoro Rivadavia a Sarmiento. La lista solo menciona a Comodoro, los barrios-localidades comodorenses y Sarmiento. En tanto, las demás poblaciones intermedias entre ambas punta de rieles fueron clasificadas como rurales y con la simple descripción escasa población.
Uno de los últimos registros de la localidad se dio en un mapa del instituto geográfico militar de los años 1960. En este documento se escribió el nombre de la estación-localidad con tinta negrita lo que indicaba alta importancia para el ferrocarril o cantidad poblacional relevante.
La sentencia de muerte llegó con la clausura definitiva del ferrocarril, ocurrida en 1978.
Luego del cierre de ferrocarril la estación y sus instalaciones fueron abandonadas y libradas al pillaje. Por estos años, el matrimonio Aramburu se convirtieron en los últimos habitantes y guardianes de los edificios históricos. Gracias a su noble y recta tarea se pudo evitar por algunos años el robo sistémico por parte de visitantes de las instalaciones gracias a al coraje de los dueños del hotel Los Vascos.
Antes de desaparecer Holdich es inmortalizado en 1985 cuando, en las cercanías del poblado y algunos de sus edificios, se filmaron escenas de La película del rey, de Carlos Sorín.En esas tomas se ven el correo en buen estado y el boliche de los Vascos por dentro y fuera. Además, se mostraron tomas de las instalaciones del ferrocarril conservadas, pero ya con la estación desguazada.
En 1987, la localidad encontró su fin cuando Antonia Aramburu, dueña del comercio conocido como "el boliche de Los Vascos", se trasladó a Comodoro Rivadavia. Desde entonces, el paraje no volvió a tener habitantes permanentes.
Por otro lado, a 5 kilómetros al sur perduró unos años más el destacamento policial hasta el año 1991. La situación de conservación aceptable del ferrocarril que se mantuvo en los años 1990 fue retratada en un mapa que recogió gran parte del trazado ferroviario y los principales puntos. Sin embargo, ya mostraba un trazado incompleto solo conservado bien desde un sector Ciudadela hacia Diadema; mientas que había tramos parciales desde Ciudadela hacia Comodoro y Astra. Por último, el mapa informó que Pampa del Castillo, Escalante y Diadema fueron los únicos puntos poblacionales relevantes entre Sarmiento y Comodoro, confirmando la caída de importancia y población de las demás localidades.
La desaparición del boliche fue rápida, ya para 1995 por su deterioro parecía demolido. Aun perduraban en pie partes de las paredes. Se reconocían tramos de las bases y fragmentos de algunas paredes, un sótano y las columnas que sostuvieron la puerta de entrada. Entre los escombros se amontonaban latas y botellas de vidrio de cervezas y gaseosas de los años ’70 y ’80.
Aún en los años 1990 un particular se ocupaba de cuidar lo que quedaba del pueblo, su labor contribuyó a preservar parte del patrimonio histórico. Este héroe anónimo recibía a los visitantes con escopeta en mano para evitar los desmanes. La persona era un vecino de Diadema y acondicionó una de las habitaciones del edificio de viviendas de las cuadrillas para residir los fines de semana. La misma había sido reconstruida y permitía su habitabilidad. Lamentablemente, el defensor de Holdich desapareció del lugar y luego de su partida el lugar cayó en desmanes sistémicos.
En las últimas décadas se han desmantelado los rieles de la vía férrea y se han destruido todos los edificios que existían.
Para mediados de 2006 los trabajos de desmantelamiento del ferrocarril, encargados por el gobierno de Das Neves, trajeron los desmanes finales. Con el propósito de lucrar con la chatarra de los rieles y los durmientes que se hallaban aún en el sitio donde estuvo la estación. Por este saqueo al lugar se le quita la esencia que aún tenía. Ante estos hechos vandálicos, los vecinos de Sarmiento, indignados, intentaron organizarse para que se declare patrimonio cultural y monumento histórico al lugar. Mientras que en Comodoro Rivadavia, el director del museo regional Antonio Garcés, Hugo Pérez Ruiz, comprometió gestiones en idéntico sentido ante la provincia. Los pedidos, pese a ser razonables y justos, no fueron atendidos y el desguace y el abandono persisten.

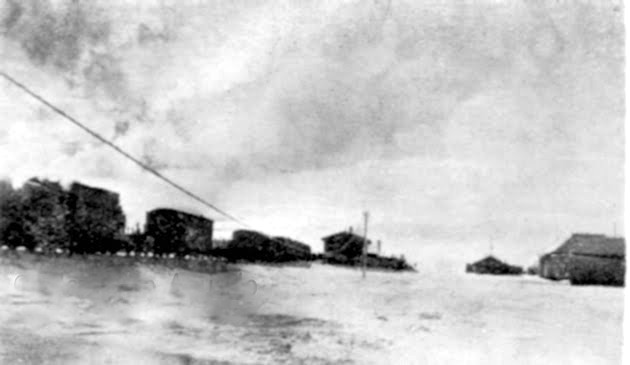
Formación ferroviaria en Holdich en los años 20.

El 26 de septiembre de 2012 el destacamento fue rehabilitado a cargo de la policía de la provincia de Santa Cruz con el grado de subcomisaría. Para este acto concurrieron al lugar el jefe y el segundo jefe de la Unidad Regional Norte, Carlos Ayuso y Víctor Ramos, acompañados por el juez de instrucción de Las Heras, Eduardo Quelín; el titular de la Comisaría Primera de esa localidad, Héctor Tebes, y el jefe de Operaciones Rurales, Carlos Inostrosa. Los mismos presenciaron trabajos de nivelación de bases donde se colocaron módulos que se enviaron desde Neuquén y reemplazaron a la antigua construcción de material fueron declaradas ruinas y reemplazadas por módulos o tráileres. Los cuales fueron donados por YPF en pos de que funcionarán oficinas, cocina, comedor y un calabozo. Los módulos disponían de quipos de calefacción, muebles para oficinas, habitaciones, además de un grupo electrógeno y una Ford Ranger.
El propósito de la reapertura de la localidad era que el personal policial afectado realizará controles de vehículos y tareas de prevención de delitos sobre la ruta e inmediaciones, ya sea sobre casos de abigeato o de sustracción de elementos de la industria petrolera. El 20 de mayo de 2015 con expediente JP n° 793.099/14 se la reconoció como subcomisaría con asignación de fondos Disposición 008-J-2015 y en los boletines oficiales determinaron que estas gestiones estuvieron bajo la responsabilidad del Comisario General Jorge Mario Hasan y del Comisario General Salomón Aleuy, gobernación de Daniel Peralta. El control operativo de la subcomisaría Holdich dependía de la Comisaría Ramón Santos.
La reactivación de la localidad fue efímera. Al asumir la Dra. Alicia Kirchner, el nuevo Jefe de Policía de Santa Cruz, José Luis Cortes dispuso el cierre de varios destacamentos por razones presupuestarias, entre ellos la Subcomisaria Holdich.

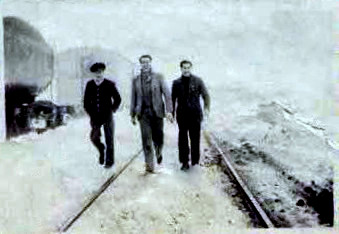
Ferroviarios caminando en las vías próximas a la estación Holdich.

Los trabajadores petroleros que a diario trabajan en la zona expresaron que los policías eran dos, a veces uno y no tenían nada. Los mismos trabajares le llevaban comida y gasoil. Los policías tampoco tenían elementos de higiene para los tráileres y hasta pasaban frío. Solo se tenían un generador de luz y no tenían vehículo para sus tareas. El único medio de comunicación un celular al que pegaban a la pared del tráiler con cinta para tener señal. De este modo, Holdich primero vio muchos días cerrada la subcomisaría, hasta después que fue abandonada. Finalmente, en julio de 2016 YPF retiró los tráileres.
También, en 2015 la localidad fue elegida por un grupo de artistas locales para una exposición artística. La misma tuvo eje en sus edificios abandonados, uso paredes del frente y en el interior pegado fotos, dibujos y pinturas. De esta forma, la intervención artística se volvió un hecho muy original porque momentáneamente volvió a la vida al paraje.
Actualmente, la zona de Holdich aún es tema recurrente ya que hay abigeato, presunto tráfico de sustancias controladas, traslado de elementos robados de todo tipo. La ruta que la atraviesa hoy es especialmente elegida para el contrabando de cable de cobre.
Según los trabajadores petroleros:

«Es un punto estratégico para la delincuencia por la ruta altura Holdich a 128 kilómetros ya salís a la Ruta 26 de Chubut, a 50 kilómetros ya estás en Comodoro Rivadavia, a 54 kilómetros en Cerro Dragón y te permite ingresar a Perito Moreno sin ningún control intermedio.»
Petroleros

Aunque su población puntual es 0 la zona rural que rodea a lo que fuera el pueblo está estimada en 594 habitantes en un radio de 7 kilómetros.

## Geografía
Se ubica a 755 m s. n. m., sobre la Pampa del Castillo en plena meseta patagónica. En invierno, son frecuentes las nevadas y las condiciones climáticas son adversas. La localidad y todo el entorno está en la planicie desértica de la meseta y da una vista panorámica monótona que recién se interrumpe hacia el este cuando da paso a faldeos de pendientes pronunciadas que desembocaban en cañadones y valles. Las condiciones duras invernales aun son frecuentes con grandes nevadas que paralizan y complican todo movimiento.

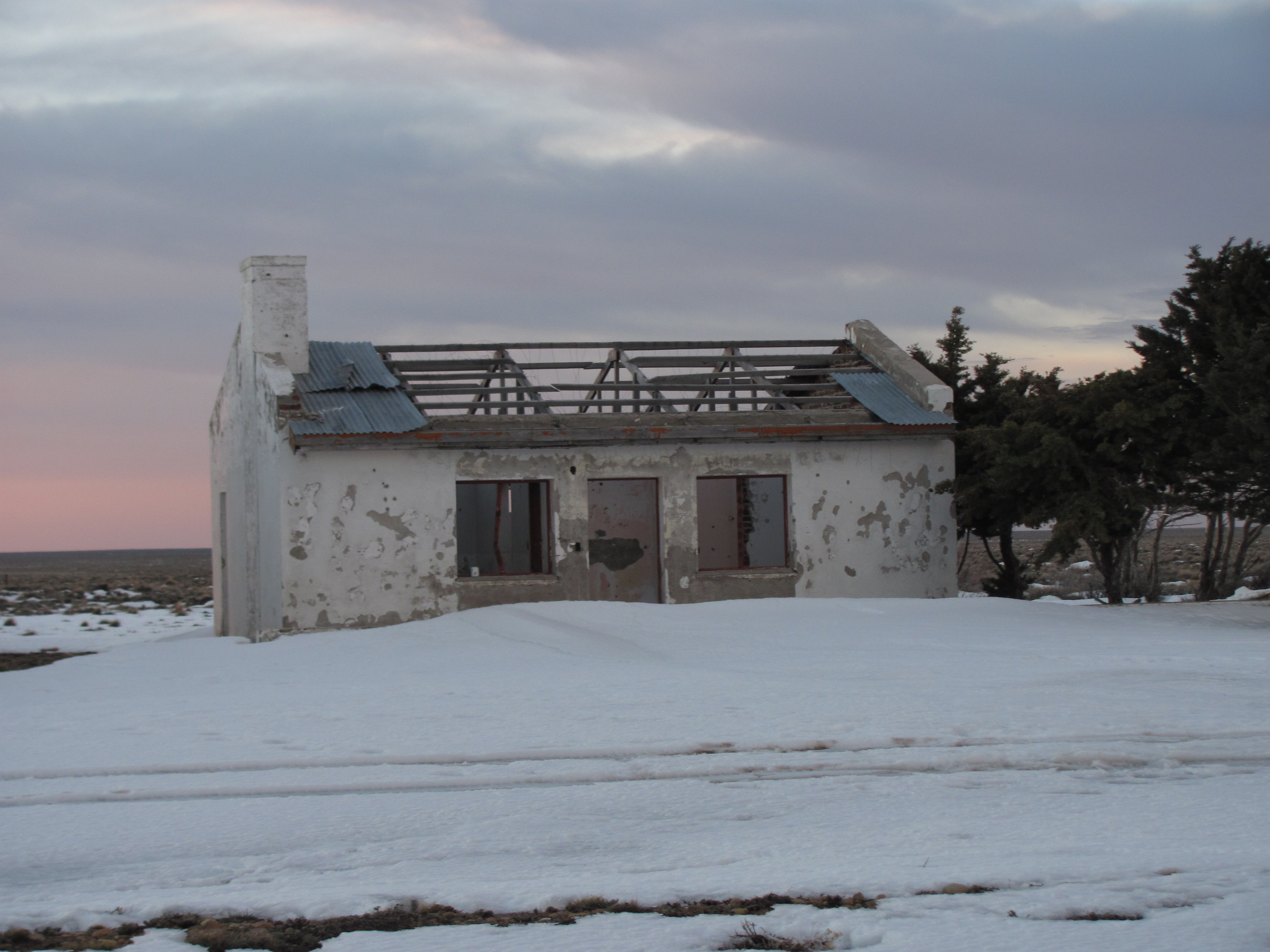
Vista de un edificio en ruinas en la subcomisaría Holdich.